# Соучак, Уильям
Уильям М. Соучак (род. 8 января 1959) – бывший канадский пловец, участвовавший в соревнованиях по плаванию баттерфляем, вольным стилем и комплексным плаванием в 1970-х и начале 1980-х годов.
Во время своего международного дебюта в возрасте 16 лет на Панамериканских играх 1975 года в Мехико он выиграл бронзовую медаль, заняв третье место в индивидуальном забеге на 200 метров комплексным плаванием. Он представлял Канаду на летних Олимпийских играх 1976 года в Монреале, Квебек, где он участвовал в предварительных заездах на 200 и 400 метров вольным стилем, на 400 метров комплексным плаванием и в эстафете 4×200 метров вольным стилем.
На Играх Содружества 1978 года в Эдмонтоне, Альберта, Соучак привел три канадские эстафетные команды к золотым медалям в плавании на 4×100 метров вольным стилем и 4×100 метров комплексным стилем, а также к серебру в плавании на 4×200 метров вольным стилем. В индивидуальных соревнованиях он также выиграл две серебряные медали на 100 м вольным стилем и 200 м комплексным плаванием и две бронзы на 100 м баттерфляем и 400 м комплексным плаванием – всего семь медалей.
Соучак получил спортивную стипендию для обучения в Университете Флориды в Гейнсвилле, штат Флорида, где он играл за команду тренера Рэнди Риза по плаванию и прыжкам в воду Florida Gators на соревнованиях Национальной студенческой спортивной ассоциации (NCAA) и Юго-Восточной конференции (SEC) в 1979 году и снова в 1981 и 1982 годах. Уильям Соучак был признан лучшим пловцом года по версии SEC в 1979 году и получил шесть всеамериканских наград. На чемпионате NCAA по плаванию 1981 года Соучак вместе с товарищами по команде Gator Джоном Хилленкампом, Джеффом Габерино и Дэвидом Ларсоном выиграл национальный титул в эстафете на 800 метров вольным стилем.
После первого сезона Соучак принял участие в Панамериканских играх 1979 года в Сан-Хуане, Пуэрто-Рико, выиграв три серебряные медали в индивидуальном заплыве на 400 метров, эстафете 4×100 метров вольным стилем и эстафете 4×100 метров, а также две бронзовых медалей в эстафете на 200 метров баттерфляем и в эстафете 4х200 метров вольным стилем. После этого он ушел из Университета Флориды, чтобы полноценно готовиться к Олимпийским играм 1980 года. Соучак прошел квалификацию в олимпийскую сборную Канады 1980 года, но не смог участвовать в летних Олимпийских играх 1980 года в Москве, когда Канада присоединилась к бойкоту под руководством Соединенных Штатов в связи с вторжением Советского Союза в Афганистан.
Соучак вернулся в Университет Флориды после Олимпийских игр 1980 года и получил степень бакалавра в области физических упражнений и спортивных наук в 1984 году.